# Proposal daisakusen
Proposal daisakusen (プロポーズ大作戦?, Puropōzu daisakusen, in inglese conosciuto anche come Operation Love) è un dorama stagionale primaverile in 11 puntate di Fuji TV, mandato in onda nel 2007. La serie ha avuto un seguito nell'episodio speciale conclusivo trasmesso nella primavera del 2008, intitolato Proposal daisakusen SP. L'interprete del protagonista maschile è Tomohisa Yamashita, affiancato da Masami Nagasawa nella parte femminile principale.
Nel 2012 ha avuto un remake sudcoreano, Propose daejakjeon, con Yoo Seung-ho e Park Eun-bin.

## Trama
Il giovane Ken Iwase si trova alla cerimonia di nozze della sua migliore amica di sempre, Rei, alla quale non è mai riuscito a confessare i propri sentimenti. Osservando le foto proiettate una alla volta sullo schermo al pubblico presente per raccontare i momenti più importanti della storia dei futuri sposi, Ken si chiede se sarebbe stato lui a sposare Rei nel caso avesse trovato il coraggio di dirle quello che ancora prova. Un angelo, travestito da custode della chiesa, prova compassione per lui e decide di permettergli di viaggiare indietro del tempo per rivivere alcuni momenti della sua adolescenza e cercare di conquistare il cuore di Rei.

## Personaggi

### Protagonisti
- Ken Iwase, interpretato da Tomohisa Yamashita.
Il suo più grande rimpianto è stato quello di non essere mai stato in grado di confessare i suoi veri sentimenti a Rei; è infatti un tipo timido e introverso, molto goffo in questioni d'amore, e di fronte a Rei perde sempre il coraggio. È chiamato "Kenzo" in forma vezzeggiativa da Rei fin dai tempi delle elementari. Era nella squadra di baseball al liceo e attualmente si barcamena cercando di vendere lavagne elettroniche alle aziende. Durante il banchetto che prelude al matrimonio di Rei gli viene concessa la possibilità di rivivere i momenti chiave della sua esistenza, attraverso la presentazione di diapositive che vengono mostrate al banchetto.
- Rei Yoshida, interpretata da Masami Nagasawa.
Conosce Ken in terza elementare e da allora sono sempre stati compagni di classe, fino a diventare la sua più cara amica d'infanzia. Segretamente innamorata di lui, non ha mai tradito i suoi sentimenti. All'università ha studiato architettura vincendo anche un premio importante per un suo progetto.
- Tetsuya Tada, interpretato da Naohito Fujiki.
Insegnante supplente nella classe di Ken e dei suoi amici al liceo, inizialmente è impopolare per il suo atteggiamento chiuso e scontroso; riesce poi a cambiare, anche e soprattutto grazie all'aiuto di Ken. S'innamora di Rei, alla quale chiede di sposarlo. Attualmente fa parte della facoltà di scienza e tecnologia dell'università.
- Eri Oku, interpretata da Nana Eikura.
Bella e appariscente, è la migliore amica di Rei fin dai tempi del liceo. È sempre stata amata da Hisashi, che non ha mai corrisposto.
- Mikio Enokido, interpretato da Yūta Hiraoka.
È il migliore amico di Ken e sua perfetta antitesi, infatti ha molte storie tutte superficiali con varie ragazze. È l'unico che conosce i sentimenti che Ken prova nei confronti di Rei. Quando capisce che Ken sta viaggiando nel passato, decide di fare di tutto per aiutarlo.
- Hisashi Tsurumi, interpretato da Gaku Hamada.
Piccoletto e grassottello, è uno degli amici di Ken ed è sempre di buonumore nonostante tutto. Cerca di fare ridere la gente per compensare con la simpatia la sua mancanza di fascino. Ha una cotta per Eri, anche se questa lo ha sempre respinto.
- Angelo, interpretato da Hiroshi Mikami.
È lo spirito angelico protettore della chiesa e si presenta nell'aspetto di un perfetto gentiluomo inglese. È in grado di manipolare il tempo; prova compassione per il lato debole e patetico degli esseri umani e quando può cerca di aiutarli. Ha una profonda conoscenza della vita e dell'amore.

### Personaggi secondari
- Yutaka Matsushige - Ito Matsunori
- Shigenori Yamazaki - Minorikawa Junzo
- Leo Morimoto - Yoshida Takanori
- Yoshiko Miyazaki Yoshida Reina
- Watabe Gota - Socrates
- Hara Fumina - Matsuki Yuko
- Kikuchi Kenichiro - Nishio Tamotsu
- Traore Issa - Il maratoneta
- Takeuchi Tomoya (compagno di classe)
- Masahiro Okawa (compagno di classe)
- Kenta Arai (compagno di classe)
- Ayaka Ikezawa (compagno di classe)
- Yuko Masumoto (compagno di classe)
- Aki Asakura (compagno di classe)
- Yu Kawakami (compagno di classe)

### Guest star
- Sakai Toshiya - tassista / membro del personale dell'università (ep 1,5,11)
- Takao Toji - arbitro Koshien (ep 1)
- Daisuke Sugiura - fidanzato di Eri alle superiori (ep 1)
- Yoshihiro Minami - receptionist di nozze (ep 1)
- Taira Chiharu - receptionist di nozze (ep 1)
- Rio Matsumoto - Cameron (ep 3)
- Hoshii Nanase - Nagase Misa (ep 4)
- Katsuya Kobayashi - fidanzato di Eri in College (ep 5-6)
- Natsuyagi Isao - Yoshida Futoshim nonno di Rei (ep 5,10)
- Shinji Hiwatashi - impiegato all'ufficio postale (ep 6)
- Chiaki Horan - amico di Ito (ep 7)
- Hisahiro Ogura - capo Yasuda (ep 9)
- Shiina Taizo - presidente Kahata (ep 9)
- Kazuaki Hankai - regista (ep 9)
- Antonio Koinoki - se stesso (ep 10)
- Doi Yoshio

## Episodi
| Nº | Giapponese 「Kanji」 - Rōmaji | In onda        | In onda |
| Nº | Giapponese 「Kanji」 - Rōmaji | Giapponese     |         |
| 1  | 「甲子園行けたら結婚できる!?」 - Kōshien Iketara Kekkon Dekiru!? | 16 aprile 2007 |         |
| 1  | Ken ritorna al momento clou della finale della partita di baseball al termine dell'ultima stagione scolastica trascorsa assieme a Rei: ha un'altra occasione per vincere la partita e andare ai playoff. |                |         |
| 2  | 「コーヒー牛乳で結婚できる!?」 - Kōhī Gyūnyū de Kekkon Dekiru!? | 23 aprile 2007 |         |
| 2  | La foto mostra una Rei corrucciata dalla vicinanza con Ken. Questi tornerà indietro per procurarle il caffelatte che lei allora gli aveva chiesto, ma che non era riuscito a portarle. |                |         |
| 3  | 「席がえしたら結婚できますか」 - Sekigaeshitara Kekkon Dekimasuka | 4 aprile 2007  |         |
| 3  | Il primo incontro col futuro marito di Rei, quando Ken contribuì allora notevolmente a far sì che i due si avvicinassero sempre più. |                |         |
| 4  | 「第2ボタンで結婚できますか」 - Dai 2 Botan de Kekkon Dekimasuka | 7 maggio 2007  |         |
| 4  | Ken torna al giorno della consegna dei diplomi, quando i ragazzi donano il secondo bottone del loro gakuran (quello più vicino al cuore) alla fanciulla che più gli piace. La prima volta non riuscì a consegnarlo a Rei. |                |         |
| 5  | 「明日やろうは馬鹿野郎ですか」 - Ashita Yarō wa Bakayarō Desuka | 15 maggio 2007 |         |
| 5  | A Ken viene data una seconda possibilità di aiutare Rei nel dire addio a suo nonno prima che questi muoia. |                |         |
| 6  | 「10代最終日何を卒業しますか」 - Jūdai Saishūbi Nani wo Sotsugyōshimasuka | 21 maggio 2007 |         |
| 6  | Ken torna alla vigilia del primo grande progetto stilato da Rei per la carriera d'architetto. Manca anche poco al suo compleanno. |                |         |
| 7  | 「恋と花火はいつ散りますか?」 - Koi to Hanabi wa Itsu Chirimasuka? | 28 maggio 2007 |         |
| 7  | Ci troviamo alla festa estiva in cui si lanciano in cielo fuochi d'artificio, poco prima che Tada confessi per la prima volta i suoi sentimenti a Rei. |                |         |
| 8  | 「年越しに流す涙は本物ですか」 - Toshikoshi ni Nagasu Namida wa Honmono Desuka | 4 giugno 2007  |         |
| 8  | Ken torna alla vigilia dell'ultimo Capodanno passato in compagnia del suo gruppo di vecchi amici della scuola. La prima volta li lasciò andare a vedere l'alba del nuovo anno senza di lui perché aveva scelto di rimanere da solo, sperando così di poter dimenticare Rei e accettare il fatto che non sarebbe mai stata sua. |                |         |
| 9  | 「最後の一瞬に何を賭けますか」 - Saigo no Isshun ni Nani wo Kakemasuka | 11 giugno 2007 |         |
| 9  | Siamo alla vigilia della proposta di nozze che Tada fece a Rei. |                |         |
| 10 | 「ラスト・ハレルヤチャンス」 - Last Hallelujah Chance | 18 giugno 2007 |         |
| 10 | Ken ritorna al tempo dell'ultima foto proiettata alla cerimonia. |                |         |
| 11 | 「涙の告白は奇跡を呼びますか」 - Namida no Kokuhaku wa Kiseki wo Yobimasuka | 25 giugno 2007 |         |
| 11 | Ken finisce con decidere di non cambiare il passato, ma di agire bensì sul presente: è assegnato a lui il compito di fare il discorso al banchetto di nozze. Ma qualcosa accade. |                |         |